# Powstanie chłopskie na Podhalu (1669–1670)
Powstanie chłopskie na Podhalu – opisany przez kulturoznawcę Michała Rauszera bunt ludności chłopskiej w części Podhala przeciwko obciążeniom fiskalnym, który miał miejsce w latach 1669−1670. Wydarzenia te opisał bibliotekoznawca Jan Czubek w publikacji pt. "Druga bitwa pod Nowym Targiem 1670 r."
Sytuacja na Podhalu była permanentnie napięta, co około 20 lat wybuchało tam powstanie górali; zwykle przyczyną było zwiększenie ucisku ekonomicznego przez szlachtę, a represje po każdym zrywie wzmagały jedynie opór ludności.
Bezpośrednią przyczyną wystąpienia ludności były zdarzenia związane z przybyciem na Podhale 29 września 1669 roku chorągwi pancernej Jana Wielopolskiego. W grudniu wojsko rozlokowało się na leżach zimowych w Nowym Targu, a obowiązek utrzymania takich jednostek spadł zgodnie z ówczesnym prawem na okoliczną ludność.
Bezpośrednią relację z zajść na Podhalu przedstawił sługa towarzysza pancernego, Mikołaj Rzadkowski. Jest ona, pomimo stronniczości, jedynym bezpośrednim źródłem wiedzy o zdarzeniach. Żołnierze wysyłali przedstawicieli do okolicznych wsi celem pobierania stosownego podatku (hiberny). Górale w Czarnym Dunajcu i Dzianiszu napadli na przedstawicieli wojska, pobili ich, rozbroili i obrabowali. 
Jan Sobieski skierował siedem chorągwi cudzoziemskiego autoramentu do Nowego Targu w celu zdławienia rebelii.
Okres zimowy górale spędzili na przygotowaniach do starcia z wojskiem poprzez werbunek posiłków wśród zbójników i zbuntowanych chłopów ze starostwa lanckorońskiego, gromadzenie broni siecznej i palnej, kul, prochu, a także budowę własnej artylerii – wojsko góralskie wyposażyło się w drewniane armaty z pni bukowych wzmocnionych obręczami żelaznymi. Siły chłopskie zorganizowano w pododdziały, których liczebność jest szacowana na kilka tysięcy. Oprócz przygotowań wojennych podjęto próbę rozwiązania pokojowego, w tym celu wysłano pismo do króla Michała I.
Powstanie zostało stłumione w wyniku bitwy pod Nowym Targiem, w której wojsko polskie rozbiło siły chłopskie. Powstanie z lat 1669−1670 było ostatnią z rebelii góralskich na Podhalu.

## Źródła
1. ↑  "Druga bitwa pod Nowym Targiem 1670 r." w: Rocznik Podhalański Nr 1, Muzeum Tatrzańskie, Zakopane-Kraków 1914-1921
2. ↑  Michał Rauszer, Siła podporządkowanych, Wydawnictwa Uniwersytetu Warszawskiego, 2021, s. 276, ISBN 978-83-235-4783-9 [dostęp 2021-09-12] (pol.).